# Lee Edwards

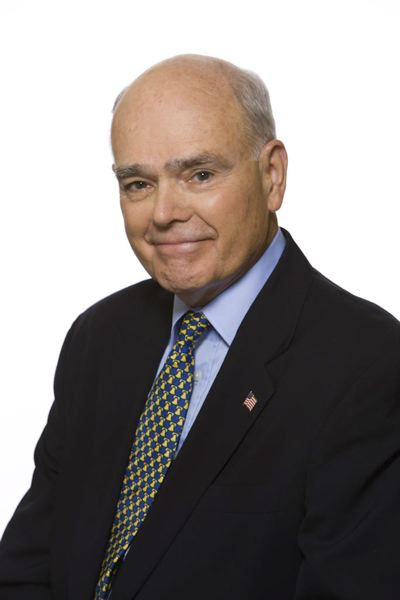
Lee Edwards (2001)

Lee Edwards (ur. 1 grudnia 1932 w Chicago, zm. 12 grudnia 2024 w hrabstwie Arlington) – amerykański historyk, wykładowca, pisarz oraz publicysta. Wykładał konserwatywną myśl polityczną w Centrum Studiów Amerykanistycznych im. B. Kennetha Simona w Heritage Foundation. Historyk ruchu konserwatywnego w USA, napisał i zredagował 25 książek – wśród nich biografie prezydenta Ronalda Reagana, senatora Barry’ego Goldwatera, prokuratora generalnego Edwina Meese’a III oraz Williama F. Buckleya Jr.. Piastował też funkcję przewodniczącego Fundacji Pamięci Ofiar Komunizmu, którą założył wraz ze Zbigniewem Brzezińskim. 

## Życiorys

### Młodość
Urodził się w 1932 roku w Chicago. Ojciec pracował jako dziennikarz dla Chicago Tribune.
Zdobył dyplom B.A. (ukończywszy czteroletnie studia licencjackie) w zakresie anglistyki na Duke University, zaś tytuł doktora w zakresie polityki światowej otrzymał od Catholic University.

### Kariera
Napisał biografie Ronalda Reagana, Williama F. Buckleya, Edwina Meese’a III i Goldwatera. Był autorem książek historycznych, m.in. The Conservative Revolution: The Movement That Remade America Rewolucja Konserwatywna: rzecz o ruchu, który odmienił Amerykę The Power of Ideas [Potęga idei], refleksję na dwudziestopięciolecie Heritage Foundation oraz historię The Intercollegiate Studies Institute [Instytutu Studiów Międzywydziałowych].
Był pierwszym redaktorem magazynu Conservative Digest  w 1975 roku oraz starszym redaktorem w The World & I, magazynie blisko związanym z Kościołem Zjednoczeniowym Sun Myung Moona. Na przestrzeni lat pisywał również dla wielu najważniejszych amerykańskich gazet, m.in. The Boston Globe, Detroit News, Los Angeles Times, The Wall Street Journal i The Washington Times oraz dla magazynów Crisis, National Review, Policy Review i Reader’s Digest. Często pojawia się jako komentator w programach radiowych i telewizyjnych; ma na koncie wystąpienia w The O’Reilly Factor i Fox and Friends na kanale Fox News Channel, The News Hour with Jim Lehrer w PBS, Booknotes i Washington Journal w C-SPAN oraz The Diane Rehm Show na kanale NPR. Rozmaite aspekty polityki amerykańskiej i światowej omawiał na wykładach prezentowanych w blisko 20 państwach.
Był Dyrektorem-założycielem Instytutu Dziennikarstwa Politycznego w Uniwersytecie Georgetown, wykładał również w Instytucie Politologii w John F. Kennedy School of Government na Uniwersytecie Harvarda. Zajmował także stanowiska przewodniczącego Stowarzyszenia Filadejfijskiego i wykładowcy nauk o mediach w Instytucie Hoovera.
Pracował jako wykładowca konserwatywnej myśli politycznej w Centrum Studiów Amerykanistycznych im. B. Kennetha Simona w Heritage Foundation, gdzie jest adiunktem. Wykładał również nauki polityczne na Katolickim Uniwersytecie Ameryki oraz w Instytucie Polityki Światowej.
Był także przewodniczącym Fundacji Pamięci Ofiar Komunizmu – organizacji, dzięki której w 2007 roku w Waszyngtonie powstało międzynarodowe miejsce pamięci poświęcone ofiarom komunizmu na przestrzeni dziejów oraz dostępne online Globalne Muzeum Komunizmu.
Był sygnatariuszem Deklaracji Praskiej „Sumienie Europy a Komunizm”.

## Odznaczenia[21]
- Gwiazda Tysiąclecia Litwy,
- Order Krzyża Ziemi Maryjnej,
- Medal Przyjaźni przyznawany przez Republikę Chińską (Tajwan),
- Nagroda im. Johna Ashbrooka,
- Nagroda im. Reeda Irvine’a „Rzetelni w Mediach”
- Nagroda Wolności im. Waltera Judda.

## Życie prywatne
Wraz z żoną Anną, Edwards mieszkał w Alexandrii, w stanie Wirginia. Małżeństwo miało dwie córki i doczekało się jedenaściorga wnucząt.

## Polskie wydania
1. „Rewolucja Konserwatywna. Rzecz o ruchu, który odmienił Amerykę”. Wydawca: Ośrodek Analiz Cegielskiego i Wydawnictwo Ursines, 2020, Przedmowa: prof. Marek J. Chodakiewicz, tłumaczenie: Maria Juczewska.